# El último desafío
The last stand (El último desafío en España e Hispanoamérica) es una película de acción estadounidense de 2013, dirigida por Kim Ji-Woon. Es el primer papel protagónico de Arnold Schwarzenegger después de Terminator 3: La rebelión de las máquinas, en 2003. Esta es la primera producción estadounidense de Kim Ji-Woon y del cineasta Kim Ji-yong.

## Argumento
Ray Owens (Arnold Schwarzenegger) es el sheriff de Somerton (Arizona), una ciudad fronteriza de EE. UU., después de abandonar la policía de Los Ángeles tras una operación fallida. 
Por su parte y después de su escape del FBI, Gabriel Cortéz un notorio capo de la droga (Eduardo Noriega), su banda y un rehén se dirigen hacia Somerton donde la policía se está preparando para interceptarlos antes de que crucen la frontera. 
Owens se muestra reticente a involucrarse, pero en última instancia, se une a los esfuerzos de aplicación de la ley.

## Reparto
- Arnold Schwarzenegger como Sheriff Ray Owens.[1]
- Eduardo Noriega como Gabriel Cortez.
- Forest Whitaker como Agente John Bannister.
- Peter Stormare como Burrell.
- Johnny Knoxville como Lewis Dinkum.
- Rodrigo Santoro como Frank Martínez.
- Luis Guzmán como Mike Figuerola.
- Jaimie Alexander como Sarah Torrance.
- Zach Gilford como Jerry Bailey.
- Harry Dean Stanton como Parsons.
- Daniel Henney como Phil Hayes.
- Genesis Rodríguez como Agente Ellen Richards.
- John Patrick Amedori como Agente Mitchell.